# Тьотоку
Тьотоку (яп. 長徳  — тьотоку, "тривала благодать") — ненґо, девіз правління імператора Японії з 995 по 999 роки.

## Походження
Взято з китайського класичного твору "Дзьомон коіґен" (城門校尉箴): "唐虞長徳、而四海永懐".

## Хронологія
- 1 рік (995) — Поширення епідемії в усій Японії. Фудзівара Мітітака помер. Початок внутрішньої боротьби за вищі придворні посади між чотирма гілками роду Фудзівара.

## Порівняльна таблиця
| Роки Тьотоку            | 1    | 2    | 3    | 4    | 5    |
| Григоріанський календар | 995  | 996  | 997  | 998  | 999  |
| Китайський календар     | 乙未 | 丙申 | 丁酉 | 戊戌 | 己亥 |